# Nekrolog 1667
Nekrolog
◄◄
| ◄
| 1663
| 1664
| 1665
| 1666
| 1667 | 1668 | 1669 | 1670 | 1671 | ► | ►►
Weitere Ereignisse | Allgemeiner Nekrolog 1667
Die Beschreibung der verstorbenen Person sollte so kurz wie möglich gehalten sein und nur deren signifikante Tätigkeit(en) enthalten.
Neue Namen ggf. auch unter dem Geburts- und Sterbedatum, also etwa unter 1. Januar und im Geburts- und Sterbejahr (2024) eintragen (nur bei entsprechender großer Wichtigkeit). Für Beispiele siehe die schon vorhandenen Artikel.
Außerdem über die fünf zuletzt Verstorbenen, zu denen es einen ausreichend guten Artikel für eine Präsentation auf der Hauptseite gibt, nach der todesbedingten Überarbeitung der Artikel ggf. auch unter Wikipedia Diskussion:Hauptseite informieren und sie am besten auch in den anderen Wikipedia-Sprachversionen eintragen. Tipp: Regelmäßig bei news.google.de nach „ist tot“, „gestorben“ oder „verstorben“ suchen.
Wenn eine Person gestorben ist, gibt es viele Seiten zu dieser Person in der Wikipedia, die davon auch betroffen sind und entsprechend aktualisiert werden müssen. Beispiele: Namenübersichtsseite, Geburtsjahr, Geburtsort-Seiten und viele mehr.
Wie finde ich die betroffenen Seiten?
Im Suchfeld auf der linken Seite gibt man den Suchbegriff so ein: „Vorname Nachname“. Dann klickt man auf Volltext und alle Seiten mit entsprechendem Suchtext werden aufgerufen. Hier sieht man dann schnell, wo auch das Todesjahr Sinn macht oder sogar ein Teil des Artikels angepasst werden muss. Auch hilft das „Werkzeug“ auf der linken Seite sehr gut, um solche Seiten aufzufinden: „Links auf diese Seite“. Somit ist die Wikipedia wieder aktuell in allen Bereichen! Hinweis: bei Eintragung der Kategorie „Gestorben JAHR“ wird der Missbrauchsfilter 49 ausgelöst, was jedoch nicht schlimm ist. Siehe: Spezial:Missbrauchsfilter/49
Dies ist eine Liste von im Jahr 1667 verstorbenen bekannten Persönlichkeiten. Die Einträge erfolgen innerhalb der einzelnen Daten alphabetisch sortiert. Tiere sind im Nekrolog für Tiere zu finden.

## Januar
| Tag        | Name                                    | Beruf, bekannt als                                         | Alter | Beleg |
| ---------- | --------------------------------------- | ---------------------------------------------------------- | ----- | ----- |
| 3. Januar  | Gottschalk von Wickede                  | Bürgermeister der Hansestadt Lübeck                        | 69    |       |
| 4. Januar  | Johann Andreas von Rosenberg            | Kärntner Adliger                                           | 66    |       |
| 6. Januar  | Piers Edgcumbe                          | englischer Militär und Politiker                           |       |       |
| 11. Januar | Detlev von Ahlefeldt                    | deutscher Domherr von Lübeck und Amtmann von Gottorf       | 33    |       |
| 12. Januar | Bernardo da Corleone                    | sizilianischer Kapuziner, Heiliger                         | 61    |       |
| 17. Januar | Joseph Furttenbach                      | deutscher Architekt, Mathematiker, Mechaniker und Chronist | 75    |       |
| 18. Januar | Friedrich von Bawyr                     | kurfürstlich-brandenburgischer General                     |       |       |
| 22. Januar | Jacob Duck                              | niederländischer Maler                                     |       |       |
| 23. Januar | Hieronymus Bauhin                       | Schweizer Arzt, Professor für Anatomie und Botanik         | 29    |       |
| 27. Januar | Grégoire de Saint-Vincent               | flämischer Mathematiker und Jesuit                         | 82    |       |
| 28. Januar | Aegid von Waldkirch                     | Schweizer Benediktiner, Abt des Klosters Muri              |       |       |
| Januar     | Christoph Ehrenreich Geyer von Edelbach | niederösterreichischer Landuntermarschall                  |       |       |

## Februar
| Tag         | Name                               | Beruf, bekannt als                                                | Alter | Beleg |
| ----------- | ---------------------------------- | ----------------------------------------------------------------- | ----- | ----- |
| 1. Februar  | Johann Cyriacus Höfer              | deutscher evangelischer Pfarrer und theologischer Schriftsteller  |       |       |
| 3. Februar  | Michael Wilhelm Kobolt von Tambach | Militärkommandant und Drost von Fürstenau                         |       |       |
| 10. Februar | Juan Bautista Martínez del Mazo    | spanischer Porträt- und Landschaftsmaler                          |       |       |
| 16. Februar | Vincenzo Maculani                  | italienischer Kardinal der katholischen Kirche                    | 88    |       |
| 16. Februar | Thomas Reinesius                   | deutscher Mediziner, Pädagoge und Politiker                       | 79    |       |
| 18. Februar | Louis VIII. de Rohan               | französischer Aristokrat                                          | 68    |       |
| 19. Februar | Justus Oldekop                     | Jurist und Diplomat, aktiver Gegner der Hexenprozesse seiner Zeit |       |       |
| 20. Februar | Zachariáš Zarevutius               | slowakischer Komponist                                            |       |       |
| 27. Februar | Remigius Faesch                    | Schweizer Jurist und Kunstsammler                                 | 71    |       |
| 27. Februar | Stanisław „Rewera“ Potocki         | polnischer Staatsmann und Heerführer                              |       |       |

## März
| Tag      | Name                                           | Beruf, bekannt als                                                           | Alter | Beleg |
| -------- | ---------------------------------------------- | ---------------------------------------------------------------------------- | ----- | ----- |
| 4. März  | Walter Leslie                                  | schottischer Adliger, Reichsgraf, Obristwachtmeister im Heer Wallensteins    |       |       |
| 8. März  | Arnoldus Senguerdius                           | niederländischer Physiker und Philosoph                                      |       |       |
| 22. März | Francis Godolphin of Godolphin                 | englischer Aristokrat und Royalist                                           |       |       |
| 24. März | Jürgen Schrötteringk                           | deutscher Kaufmann und Hamburger Oberalter                                   | 51    |       |
| 25. März | Wulf Götze                                     | deutscher Zimmermeister                                                      |       |       |
| 27. März | David von Schweinitz                           | deutscher Erbauungsschriftsteller der Barockzeit, Landeshauptmann von Wohlau | 66    |       |
| 27. März | Franz Wesselényi                               | ungarischer Palatin und einer der Rädelsführer der Magnatenverschwörung      |       |       |
| 29. März | Elisabeth Louise Juliane von Pfalz-Zweibrücken | Fürstäbtissin des Stifts Herford                                             | 53    |       |

## April
| Tag       | Name                                   | Beruf, bekannt als                                                       | Alter | Beleg |
| --------- | -------------------------------------- | ------------------------------------------------------------------------ | ----- | ----- |
| 5. April  | Reinhold von Derschau                  | deutscher Jurist                                                         | 67    |       |
| 6. April  | Margareta I. von Dassel                | Äbtissin im Kloster Medingen                                             | 60    |       |
| 7. April  | Barthold Moller                        | deutscher Jurist, Senator und Bürgermeister von Hamburg                  | 61    |       |
| 10. April | Johannes Marcus Marci                  | Arzt, Philosoph und Naturwissenschaftler                                 | 71    |       |
| 12. April | Johann Rudolf Schmid von Schwarzenhorn | habsburgischer Diplomat                                                  | 76    |       |
| 13. April | Carlo Martino Carlone                  | italienischer Baumeister, in Österreich wirkend                          |       |       |
| 19. April | Adolph Eitel von Nordeck zur Rabenau   | Landkomtur                                                               | 52    |       |
| 20. April | Arnold Meshov                          | deutscher römisch-katholischer Geistlicher, Theologe und Gymnasiallehrer | 76    |       |
| 25. April | Peter von Betancurt                    | Missionar und Heiliger                                                   |       |       |
| 26. April | Cyriacus Wilche                        | deutscher Komponist des Barock                                           |       |       |
| 27. April | Caspar Sagittarius                     | deutscher Pädagoge und Geistlicher                                       | ~70   |       |
| 30. April | Georg Hermann von Schweinitz           | deutscher Militär                                                        | 65    |       |

## Mai
| Tag     | Name                             | Beruf, bekannt als                                             | Alter | Beleg |
| ------- | -------------------------------- | -------------------------------------------------------------- | ----- | ----- |
| 2. Mai  | George Wither                    | englischer Dichter                                             | 78    |       |
| 3. Mai  | Balthasar Timaeus von Güldenklee | deutscher Arzt, Bürgermeister von Kolberg                      |       |       |
| 7. Mai  | Johann Jakob Froberger           | deutscher Komponist und Organist des Barock                    | 50    |       |
| 9. Mai  | Martin Heins                     | evangelischer Theologe und Historiker                          | 56    |       |
| 10. Mai | Luisa Maria Gonzaga              | Königin von Polen                                              | 55    |       |
| 11. Mai | Jonas Casimir von Eulenburg      | preußischer Generalmajor, geheimer Kriegsrat und Landrat       | 53    |       |
| 14. Mai | Georges de Scudéry               | französischer Autor                                            | 65    |       |
| 16. Mai | Samuel Bochart                   | französischer Orientalist                                      | 67    |       |
| 22. Mai | Alexander VII.                   | Papst (1655–1667)                                              | 68    |       |
| 22. Mai | Melchior Schildt                 | deutscher Komponist und Organist der norddeutschen Orgelschule |       |       |
| 30. Mai | Christian Richter                | deutscher Maler                                                |       |       |

## Juni
| Tag      | Name                                 | Beruf, bekannt als                                       | Alter | Beleg |
| -------- | ------------------------------------ | -------------------------------------------------------- | ----- | ----- |
| 5. Juni  | Volumnio Bandinelli                  | italienischer Kardinal und Patriarch                     |       |       |
| 5. Juni  | Johann Heinrich Hottinger der Ältere | Schweizer Orientalist und Theologe                       | 47    |       |
| 5. Juni  | Francesco Maria Sforza Pallavicino   | italienischer Theologe und Kardinal                      | 59    |       |
| 7. Juni  | Rodrigo de Arriaga                   | spanischer Jesuit, Theologe und Philosoph                | 75    |       |
| 11. Juni | Peter Julius Coyet                   | schwedischer Diplomat                                    | 49    |       |
| 13. Juni | Konrad Widerholt                     | deutscher Kommandant im Dreißigjährigen Krieg            |       |       |
| 18. Juni | Luise Henriette von Oranien          | Ehefrau des Großen Kurfürsten                            | 39    |       |
| 19. Juni | Heinrich Dücker                      | Benediktiner, Reichsabt von Werden                       |       | [ 1 ] |
| 19. Juni | Anton Günther                        | deutscher Adliger, Graf von Oldenburg und Delmenhorst    | 83    |       |
| 20. Juni | Joachim Ramdohr                      | Bauherr und Mitglied im Magistrat der Stadt Aschersleben | 79    |       |
| 26. Juni | Johann Zeisold                       | deutscher Physiker                                       | 67    |       |

## Juli
| Tag      | Name                                | Beruf, bekannt als                    | Alter | Beleg |
| -------- | ----------------------------------- | ------------------------------------- | ----- | ----- |
| 4. Juli  | Christiaen Gillisz. van Couwenbergh | niederländischer Maler                |       |       |
| 4. Juli  | Johann VI.                          | Fürst von Anhalt-Zerbst               | 46    |       |
| 7. Juli  | Nicolas Sanson                      | französischer Kartograph              | 66    |       |
| 8. Juli  | Zacharias Lund                      | deutschsprachiger Dichter             | 59    |       |
| 11. Juli | Stefano Durazzo                     | italienischer Kardinal und Erzbischof | 72    |       |
| 12. Juli | Moses ter Borch                     | holländischer Maler und Zeichner      | 22    |       |
| 23. Juli | Justus Henricus Heidfeldt           | deutscher Pädagoge und Diplomat       | 61    |       |
| 24. Juli | Daniel Berckringer                  | deutscher Philosoph und Rhetoriker    | 69    |       |
| 28. Juli | Abraham Cowley                      | englischer Dichter                    |       |       |
| 31. Juli | Odoardo Vecchiarelli                | italienischer Bischof und Kardinal    |       |       |

## August
| Tag        | Name                                         | Beruf, bekannt als                                   | Alter | Beleg |
| ---------- | -------------------------------------------- | ---------------------------------------------------- | ----- | ----- |
| 1. August  | Paulus Voet                                  | niederländischer Philosoph und Rechtswissenschaftler | 48    |       |
| 2. August  | Francesco Borromini                          | italienischer Architekt                              | 67    |       |
| 2. August  | Ludwig von Hörnigk                           | deutscher Arzt, Jurist und Autor                     | 67    |       |
| 12. August | Johann Georg Dietmayr                        | österreichischer Richter und Wiener Bürgermeister    |       |       |
| 12. August | Cornelis van Poelenburgh                     | niederländischer Maler                               |       |       |
| 13. August | Margarete Elisabeth von Leiningen-Westerburg | Regentin von Hessen-Homburg                          | 63    |       |
| 28. August | Jai Singh I.                                 | Raja von Amber                                       | 56    |       |
| 31. August | Johann Rist                                  | deutscher Dichter und lutherischer Prediger          | 60    |       |

## September
| Tag           | Name              | Beruf, bekannt als                                           | Alter | Beleg |
| ------------- | ----------------- | ------------------------------------------------------------ | ----- | ----- |
| 3. September  | Alonso Cano       | spanischer Maler, Bildhauer und Architekt                    | 66    |       |
| 4. September  | Melchiorre Cafà   | maltesischer Bildhauer                                       |       |       |
| 10. September | Christian Brehme  | deutscher Dichter, Bibliothekar und Bürgermeister in Dresden | 54    |       |
| 24. September | Michael Franck    | deutscher Kirchenlieddichter                                 | 58    |       |
| 27. September | Ägidius Gutbier   | deutscher Theologe, Orientalist und Gymnasiallehrer          | 50    |       |
| 28. September | Jacobus Golius    | niederländischer Orientalist und Mathematiker                |       |       |
| September     | Francesco Manelli | italienischer Sänger, Kapellmeister und Komponist            |       |       |

## Oktober
| Tag         | Name                                 | Beruf, bekannt als                                     | Alter | Beleg |
| ----------- | ------------------------------------ | ------------------------------------------------------ | ----- | ----- |
| 5. Oktober  | Robert Maxwell, 2. Earl of Nithsdale | schottischer Adeliger                                  | 47    |       |
| 10. Oktober | Samuel Lange                         | deutscher lutherischer Theologe                        | 49    |       |
| 10. Oktober | Johannes VI. Wittig                  | 38. Abt der Abtei Marienstatt                          |       |       |
| 18. Oktober | Fasilides                            | Negus (Kaiser) von Äthiopien                           | 63    |       |
| 19. Oktober | Hugh Hare, 1. Baron Coleraine        | englischer Höfling und Royalist                        |       |       |
| 24. Oktober | Gabriel Metsu                        | holländischer Maler                                    | 38    |       |
| 24. Oktober | Godefroy Wendelin                    | belgischer Astronom                                    | 87    |       |
| 25. Oktober | Ernst Adalbert von Harrach           | Erzbischof von Prag, Bischof von Trient sowie Kardinal | 68    |       |
| 30. Oktober | Johann Jakob Wolleb der Ältere       | Schweizer Organist, Theologe und Komponist             | 54    |       |
| Oktober     | Antonio Abati                        | italienischer Dichter                                  |       |       |

## November
| Tag          | Name                           | Beruf, bekannt als                                                                                 | Alter | Beleg |
| ------------ | ------------------------------ | -------------------------------------------------------------------------------------------------- | ----- | ----- |
| 1. November  | Albrecht II.                   | Markgraf von Brandenburg-Ansbach                                                                   | 47    |       |
| 3. November  | Johann Georg von Tübingen      | letzter männlicher Nachkomme der Pfalzgrafen von Tübingen                                          |       |       |
| 5. November  | Franz Tunder                   | deutscher Komponist und Organist                                                                   |       |       |
| 6. November  | Théodore Moret                 | belgischer Mathematiker, Physiker und Astronom und gehörte dem Jesuiten-Orden an                   | 65    |       |
| 16. November | Nathanael Schnittelbach        | deutscher Komponist und Violinist                                                                  | 34    |       |
| 19. November | Barthold Hartwig von Bülow     | schwedischer General                                                                               | 56    |       |
| 22. November | Gaspard Nemius                 | römisch-katholischer Theologe, Bischof und Hochschullehrer                                         | 80    |       |
| 24. November | Wolfgang Conrad von Thumbshirn | deutscher Adliger, sachsen-altenburgischer Kanzler und Mitunterzeichner des Westfälischen Friedens | 63    |       |
| 28. November | Jean de Thévenot               | französischer Asien-Reisender, Sprachwissenschaftler, Naturwissenschaftler und Botaniker           | 34    |       |
| 29. November | Johannes Michaelis             | deutscher Mediziner und Chemiker                                                                   | 61    |       |

## Dezember
| Tag          | Name                            | Beruf, bekannt als                                                     | Alter | Beleg |
| ------------ | ------------------------------- | ---------------------------------------------------------------------- | ----- | ----- |
| 3. Dezember  | Johann Friedrich von Winterfeld | Erbherr auf Dallmin und Domdechant im Hochstift Lübeck                 | 58    |       |
| 8. Dezember  | Reinhold von Rosen              | französischer Generalleutnant                                          |       |       |
| 10. Dezember | Hans Friedrich von Heßler       | deutscher Obrist und Besitzer der Rittergüter Burgheßler und Balgstädt | 57    |       |
| 20. Dezember | Chevalier Paul                  | französischer Marineoffizier                                           | 70    |       |
| 21. Dezember | Hans Ernst aus dem Winckel      | Mitglied der Fruchtbringenden Gesellschaft                             |       |       |
| 29. Dezember | Christoph Forstner              | deutscher Politikwissenschaftler, Historiker und Politiker             | 69    |       |
| 28. Dezember | Conrad Greber                   | deutscher Theologe                                                     | 66    |       |
| 31. Dezember | Jerzy Sebastian Lubomirski      | polnischer Szlachcic, Magnat, Politiker und militärischer Führer       | 51    |       |

## Datum unbekannt
| Tag | Name                                      | Beruf, bekannt als | Alter | Beleg |
| --- | ----------------------------------------- | --- | ----- | ----- |
|     | Johann Böhme                              | deutscher Bildhauer |       |       |
|     | Veit Benno von Brandis                    | Tiroler Politiker, Obersterblandsilberkämmerer, Wirklicher Geheimer Rat, Landeshauptmann an der Etsch und Burggraf von Tirol |       |       |
|     | Reinhold Curicke                          | Danziger Jurist und Historiograph                                                                                            |       |       |
|     | David ben Samuel ha-Levi                  | jüdischer Gelehrter |       |       |
|     | Joachim von Glasenapp                     | geistlicher Dichter |       |       |
|     | François l’Olonnais                       | französischer Pirat |       |       |
|     | Caspar Preis                              | deutscher Chronist |       |       |
|     | Nicolas Régnier                           | flämischer Maler |       |       |
|     | Johann Moritz Richter                     | thüringischer Architekt und Radierer                                                                                         |       |       |
|     | Alphonse Antonio de Sarasa                | flämischer Jesuit und Mathematiker                                                                                           |       |       |
|     | Johann Schop                              | deutscher Komponist |       |       |
|     | Johann Stoeckel                           | kurbrandenburgischer Postmeister                                                                                             |       |       |
|     | Adriaan Vlacq                             | niederländischer Verleger und Mathematiker                                                                                   |       |       |
|     | Maximilian Willibald von Waldburg-Wolfegg | deutscher Fürst, Statthalter, Soldat und Diplomat                                                                            |       |       |